# Medůvka
Medůvka je skalní útvar nacházející se ve výšce 520 m n. m. pod hřebenem, poblíž vsi Brňov, součásti Valašského Meziříčí v okrese Vsetín. Často je využívána pro skalní lezení a patří k nejtěžším moravským pískovcovým skalám (až 9. stupeň obtížnosti UIAA). Útvar je tvořen tvrdými křemitými pískovci.